# Apatura marginejuno
Apatura marginejuno är en fjärilsart som beskrevs av Le Moult 1947. Apatura marginejuno ingår i släktet Apatura och familjen praktfjärilar. Inga underarter finns listade i Catalogue of Life.